# 6人制ホッケー
6人制ホッケー（ろくにんせいほっけー）とは、6人ずつの2チームが相手のゴールにボールを入れることと競い合うスポーツである。

## 概要
現在は小学校や中学校を中心にして幅広い年齢層でプレーされている。シニア層のプレイヤーも増えており、生涯スポーツとしても取り組まれている。特徴として攻守の入れ替わりが素早くスリリングな試合展開が行われることなどが挙げられる。

## ルール

### 試合時間
- 2ハーフ 各15分。
- ハーフタイムは5分間。

### 勝敗
- 時間内で得点を多く決めたチームが勝ちとなる。
  - 同点の場合は、3人ずつで争われるSO（シュートアウト）により勝敗を決める。

### 選手
- 出場登録選手 1チーム12名。
- フィールドに立つプレイヤーは6人。

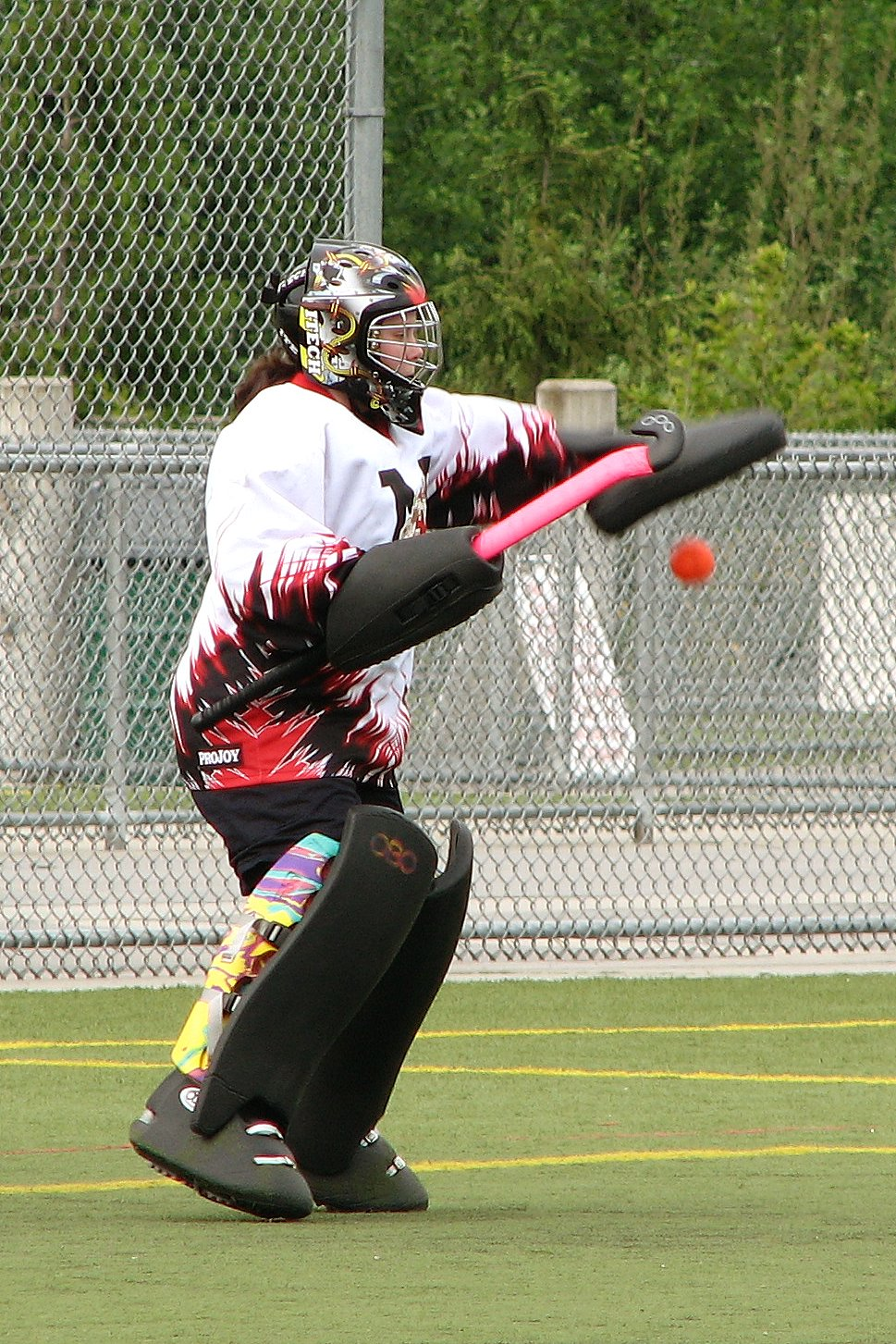
ゴールキーパー

  - 5人のフィールドプレーヤーと、1人のゴールキーパーにより構成される。
- 選手交代は自由であり、プレーが継続中でも行うことができる。
  - しかし、ペナルティーコーナーの球出しが始まる前には交代することはできない。

### 用具
スティック
形状:先端が湾曲した棒状のスティックで、平らな面と丸い面がある。平らな面でしかボールを扱うことはできないので、ドリブルなどをおこなうときは、スティックをくるっと回しながら、平らな面のみ使うようにしなければならない。
材質:金属または金属を含む材質以外で、もともとは木製しかなかったが、最近は繊維強化プラスチック (FRP) などの素材で反発力を増したスティックが主流である。
反り:たいていのスティックは真直線ではなく弓状に反っている。反っている方を上にして平らな地面に置いたとき下にできる隙間が25mm以下であればよいので（反りが25mmを超えるスティックは公式戦では使用できない）、直線に近い形状のものから25mmぎりぎりに反らせているものまで反り方は様々である。一般的に反りが小さいスティックの方がトラップやヒットなど基本的な技術に適し、逆に反りが大きいスティックの方がドリブルの切り返しや、スクープ・フリック・ピックアップなどのボールを浮かす特別な技術に適していると言われている。
ボール
野球の硬球よりも硬いボールと想像するとわかりやすい。ボールスピードは、150km以上にもなる。重量156g～163g、周囲は224mm～235mm。ゲーム前に両チームの合意で、材質、色（白、皮革以外であれば）が違うものも使用することができる。

### 主な反則
ハイスティック肩より上にスティックを持ち上げること。特にスクープ使用時のトラップや高く浮いたパスに対するシュートなど。
キック体を故意にボールに触れさせること、足に限らない。この反則や後述するオブストラクションを利用してセットプレーに繋げる事が多いため、攻守に渡って重要視される反則である。
バックスティックスティックの裏でボールに触れること。
オブストラクション相手のボールキーププレーするのを妨げること。

## 技術

### ドリブル

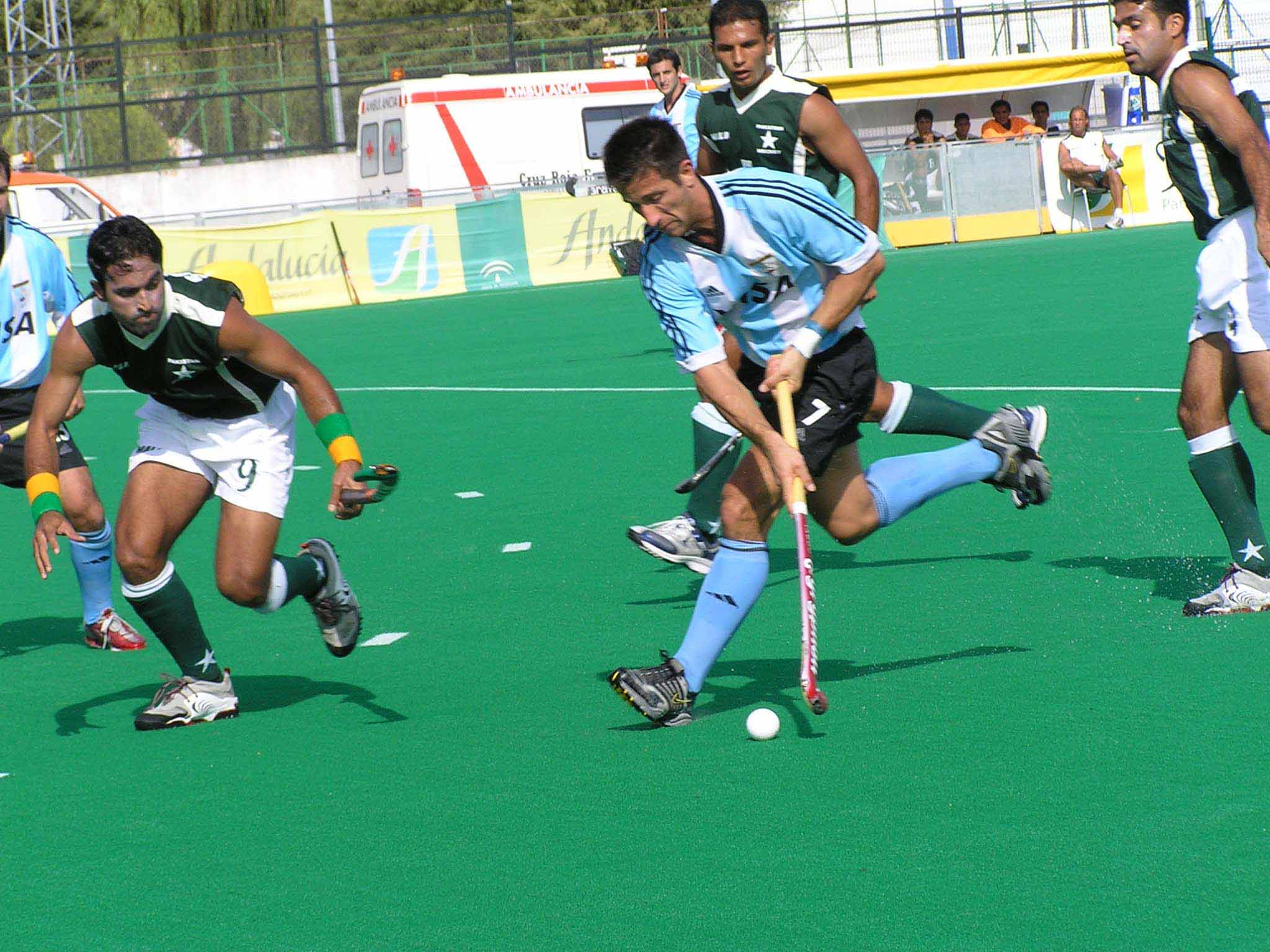
ドリブル

自分でボールを保持したまま前に進む技術。相手をドリブルで抜き去れば数的有利を作れ、一気に味方のチャンスになる。しかしスティックの片面でしかボールを扱えないので、正確なドリブルをするには高度な技術が要求される。
ホッケーはサッカーなどに比べてファールが多いスポーツである。その特徴を生かして、ドリブルの際も相手を抜きにかかるのではなく、意図的にファールをもらいにいくことも多い（ボールを相手の足に当ててキックの反則を取るなど）。相手のファールをもらうのは相手を抜き去ることよりも簡単に出来るので、相手をドリブルで抜くのが厳しいと思ったら堅実にファールをとって味方ボールをキープするようなプレーも求められる。
- フォアドリブル

ボールをスティックに付けたまま体の右側で保持し、前に進むドリブル。最も基本的なドリブル。スピードを出しやすい。複雑なボールコントロールを伴わないのでミスが少ない。また手元に集中しなくてもできるため周りを見ながらドリブルできる。
- インディアンドリブル（インディッシュドリブル）

ボールを体の左右交互に動かしながら進むドリブル。相手にフェイントをかけたり、かわすときに使う。フォアドリブルに比べスピードは出にくい。逆にスティックをボールの左右に素早く動かすフェイントをサッカー漫画のシュートのものに准え日本に於いてはファントムドリブルと呼ばれる事がある。
- 右抜き・左抜き

体の左側から右側にボールを大きく動かし、相手の右側（自分から見て）を抜き去ることを右抜きという。左抜きはその反対。ボールをできるだけ正確に、幅広く、速く動かすドリブル。抜く前に視線やスティックの動きを欺瞞するなど、ホッケーに於いて一対一の基本的な部分を担うドリブル。相手をかわしたらすぐに前に飛び出ることによりその威力を増す。
- ピックアップ

相手がタックルやブロック（地面にスティックを下ろしてボールを奪うディフェンス）をしかけてきたときに、ボールを浮かして相手のスティックの上をかわし、相手を抜き去る技術。
ピックアップの応用版で、ピックアップの場合はスティックをボールの下に挟むことによりボールを浮かすが、チョップのばあいはボールをらたたくことで浮かす。人工芝で有効な技術であるが、実戦で使われる事は稀である。
- ターニング（ターン）

ドリブル中に体を反転させ、ドリブル進行方向から後ろに切り返す技。そのまま前にドリブルで進むのは難しいと判断したときに使う。ターンしたあとは後ろに向き直ってバックパスや横パスを出すことが多い。
- ガード

自分のスティックで、ボールを奪いに来る相手のスティックをブロックすること。ボールがとまった状態でガードをするとボールを保持している側がオブストラクションの反則を取られるが、ボールを前に動かしながらのガードは黙認されている（オブストラクションを厳格に解釈するとドリブル側の反則になると思われるが）。ドリブルでボールをキープするために重要な技術の一つ。

### レシーブ（トラップ）
自分のところへ転がってきたボールをスティックで止めること。はずんで来たボールはスティックを立てると止めやすい。

### ストローク
スティックでボールを打ったり押したりして転がすこと。パス、シュート、クリアのために使われる。
- ヒット

ゴルフのように両手をくっつけてスティックを握り、地面のボールを打つ打ち方。最も強いボールを出せる。モーションも比較的小さく、短い時間で打てる。ただし安定してミートさせるにはある一定の技術が必要であり、初心者はもちろん中級者でもしばしば空振りしたり、ダフったりしてしまうことがある。コントロールも比較的つけにくく、ボールが浮いてアップの反則を取られることも多い打ち方である。とにかく強いボールを打てるので、ロングパスやセンタリング、クリア、距離のあるシュートなどに使う。サッカーで言うインステップキックに近い。
- スイープ

スティックを握った手を地面すれすれまで下げてスティックを地面と平行にし、地面を掃くようにしてボールを打つ打ち方。比較的強いボールを出せ、コントロールもつけやすく、ミスも少ない打ち方。ただしモーションが大きいため相手が近くにいるときはなかなか打てない。ディフェンスラインでのボール回し（展開）や、ディフェンダーから前線へのロングパスなどに使う。
- プッシュ

両手を離してスティックを握り、スティックヘッドをボールに付けたままボールを押すようにして出す打ち方。モーションが小さく、正確なボールを出せる。ただしヒットやスイープに比べボールのスピードは出ない。相手のスティックの上を通すためにボールを少し浮かして使うこともある。ショートパスや、短い距離からのシュートなどに用いる。サッカーで言うインサイドキックに近い。
- スクープ

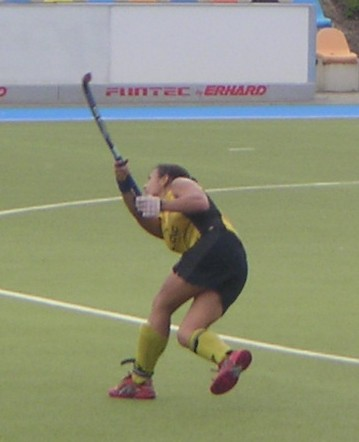
スクープ

ボールをすくい上げて、相手プレーヤーの頭上の空中へとボールを飛ばす打ち方。ホッケーにはアップの反則があるので、膝より上にボールを浮かすことは基本的に反則になるが、その例外の一つがこのスクープである。スクープは相手の頭上へとボールを飛ばすため、相手のプレーヤーはそのボールが落下してくるまでは絶対カットできない（頭上のボールをスティックでとめるのはハイスティックの反則）。従って、自陣から相手陣へと、確実にボールを前へ運びたいときに非常に有効な技術である。ビハインドフリーヒットや自陣低い位置でのラインセットのときに特によく使われる。
スクープはボールの上がり方が不十分だったり、相手プレーヤーが近くにいるときに使うとアップの反則を取られる。またスクープでボールを飛ばしても、ボールの飛距離が不十分だと陣地を稼げず意味をなさない。そのため実戦で使うには、安定的に30～40ヤード以上飛ばす技術が必要である。
- フリック

専らペナルティーコーナー時のシュートとして使う打ち方で、ボールを地面で引きずった後浮かして飛ばす。プッシュの応用版といえる。スクープに似ているがスクープより軌道が低く、速いボールを飛ばせるのが特徴。ペナルティーコーナーのときは、ヒットシュートは浮かしてはいけない。一方でフリックシュートは浮かしてもよいので、ゴール上隅を直接狙うことが出来る。フリックはヒットに比べてスピードは出にくいが、狙えるゴールの面積が広いのでペナルティーコーナーのときに重宝するのである。
- リバースヒット（ローリバースヒット）

ホッケーでは普通体の右側にあるボールを打つが、このリバースヒットは体の左側のボールを打つ特殊な打ち方である。スティックを地面にと平行に寝かし、エッジを使って打つ。完全にマスターすると非常に強いボールを打てる。体の左側にあるボールを右側に持ちかえずにそのままシュート、クリアできる。レフトサイドのポジションは左側でボールを操作する場合が必然的に多くなるため、レフトサイドのポジション、特にレフトウイングには必須技術ともいえる。また、6人制ホッケーでは数年前まで安全面でのことなどからリバースヒットは禁止されていたが、現在は認められている。
- タッチ

相手ゴール前で、味方からのセンタリングパスや味方の打ったシュートにスティックでさわり、ワンタッチでボールのコースを変えてゴールを狙うこと。ホッケーではサークル外からのシュートは得点にならないが、サークル外で打ったシュートをサークル内で他の選手がタッチしてからゴールに入ればもちろん得点になる。

### ディフェンス
ホッケーにおいては、ディフェンスの際もスティックの表側（平らな面）しか使うことが出来ない。スティックの裏側でボールに触ればバックスティック、体でボールをとめればキック、体で相手の動きを妨害したらオブストラクションと、様々なファールをとられる。従ってディフェンスの際はスティックの表側という限られた面積を出来るだけ有効に使うことが必要となる。具体的には、ホッケーのボールは基本的には地面を転がっているのであるから、ディフェンスのときは出来るだけスティックを地面に平行に近い位置まで下ろし、ボールに対してアプローチできるスティックの面積を増やすことが重要である。スティックを地面に下ろすためには腰を低くしなければならない。同時に相手の切り替えしやスピードに対応できるようなフットワークも必要になる。
- タックル

スティックを地面に下ろして相手の保持するボールに対して振って奪うこと。
- ブロック（ブロッキング）

スティックを地面に下ろしたまま、相手の進行方向にあらかじめ置いておいて、ボールを奪うこと。
- ジャブ（ジョブ）

片手で持ったスティックの先端で相手の保持するボールを突くこと。ボールを奪うことももちろんだが、たとえ奪えなくともジャブを突くことで相手に対してプレッシャーをかけ、ミスを誘発することができる。このことから、相手をチェックする場合、ジャブが利用される。また相手の視野を狭くさせて、複数のディフェンダーで囲みやすくする。ジャブを出した後の体勢は隙が大きいので、出したらすぐにスティックを引いてもとの構えに戻ることが重要。

## ポジション
ホッケーではスティックの片面しか使えず、なおかつ左利き用スティックというものが存在しないために、全ての選手にとって自分の体の右側でボールを扱う方が左側で扱うより簡単である。従ってホッケーでは右サイドからの方が攻めやすく、左サイドからの方が攻めにくい (逆に右サイドの方が守りやすく左サイドの方が守りにくい) 。従って、右サイドのポジションの方が攻撃における役割が大きく、左サイドのポジションの方が守備における役割が大きい。

### フォーメーション
2－1－2 システム
```
LW  RW
  CH 
LB  RB
  GK
```

3-2 システム
```
LW  CF  RW 
  
  LB  RB
```

3-1-1 システム
```
LW  CF  RW
    CH 
    DF
```

1-3-1 システム
```
     CF
LW  CH  RW
    DF
```

## 主な大会
- 西日本6人制ホッケー選手権大会
- 全日本中学生ホッケー選手権大会